# Szymon Pawłowski (piłkarz)
Szymon Pawłowski (ur. 4 listopada 1986 w Połczynie-Zdroju) – polski piłkarz, występujący na pozycji pomocnika. Reprezentant Polski w latach 2007–2014.

## Kariera klubowa

### Początki kariery
Szymon Pawłowski swoją karierę zaczynał w Pomorzaninie Sławoborze. Następnie reprezentował także barwy MSP Szamotuły oraz Mieszka Gniezno.

### Zagłębie Lubin
Na początku 2007 trafił do Zagłębia Lubin. W Ekstraklasie zadebiutował 10 marca 2007 w wygranym 2:0 meczu z Lechem Poznań. W swoim pierwszym sezonie w Ekstraklasie wystąpił w 4 ligowych meczach Zagłębia i zdobył z nim swój pierwszy w karierze tytuł Mistrza Polski. 3 listopada 2007 w meczu przeciwko Cracovii (2:1) strzelił swoją pierwszą bramkę w Ekstraklasie. Sezon 2008/09 spędził na zapleczu Ekstraklasy, gdzie Zagłębie zostało karnie zdegradowane za udział w aferze korupcyjnej. Po jednym sezonie pobytu w I lidze powrócił z zespołem z Lubina do najwyższej klasy rozgrywkowej. 3 maja 2012 w meczu 29. kolejki Ekstraklasy przeciwko Polonii Warszawa zdobył 4 bramki przesądzając o zwycięstwie swojej drużyny 4:0. Jest to personalny rekord Pawłowskiego pod względem bramek strzelonych w jednym meczu, w profesjonalnej karierze. Dla Zagłębia rozegrał łącznie 159 meczów, w których strzelił 42 gole.

### Lech Poznań
1 lipca 2013 na zasadzie wolnego transferu został zawodnikiem Lecha Poznań. W nowych barwach zadebiutował 18 lipca 2013 w wygranym 3:1 meczu 2. rundy kwalifikacji do Ligi Europy z FC Honka. Był to pierwszy mecz tego zawodnika w europejskich pucharach. Jego ligowy debiut w Lechu nastąpił 21 lipca 2013 w meczu I kolejki Ekstraklasy z Ruchem Chorzów. Pierwszego gola dla Lecha zdobył 18 sierpnia 2013 podczas wygranego 4:0 meczu 2. rundy Pucharu Polski przeciwko Termalice. W sezonie 2014/15 zdobył z Lechem mistrzostwo Polski a 10 lipca 2015, pokonując w finale 3:1 Legię Warszawa, sięgnął z Kolejorzem po Superpuchar Polski. W sezonie 2015/2016 zagrał z Lechem w fazie grupowej Ligi Europy. 7 lipca 2016 powtórzył z Lechem osiągnięcie sprzed roku zdobywając po raz drugi w karierze Superpuchar Polski.

### Bruk-Bet Termalica Nieciecza (wyp.)
31 sierpnia 2017 został wypożyczony na rok do Bruk-Betu Termaliki Nieciecza.

### Zagłębie Sosnowiec
W 2018 został zawodnikiem Zagłębia Sosnowiec, z którym rozwiązał kontrakt za porozumieniem stron 27 stycznia 2023.

### Warta Poznań
W 2024 podpisał kontrakt z Wartą Poznań, z której odszedł 10 stycznia 2025.

## Kariera reprezentacyjna

### Polska U-21
Szymon Pawłowski ma za sobą występy w kadrze U-21. W młodzieżowej reprezentacji w 10 występach zdobył 2 bramki.

### Polska
Pawłowski w seniorskiej reprezentacji Polski zadebiutował 15 grudnia 2007 w meczu przeciwko reprezentacji Bośni i Hercegowiny, natomiast pierwszą bramkę strzelił w meczu przeciwko Macedonii, 14 grudnia 2012. Rozegrał 17 meczów i strzelił 2 bramki.

## Statystyki

### Klubowe
(aktualne na dzień 16 marca 2019)
| Klub                                | Sezon              | Liga               | Liga  | Liga   | Puchar Polski | Puchar Polski | Inne  | Inne   | Europa | Europa | Suma  | Suma   |
| Klub                                | Sezon              | Liga               | Mecze | Bramki | Mecze         | Bramki        | Mecze | Bramki | Mecze  | Bramki | Mecze | Bramki |
| ----------------------------------- | ------------------ | ------------------ | ----- | ------ | ------------- | ------------- | ----- | ------ | ------ | ------ | ----- | ------ |
| Zagłębie Lubin                      | 2006/07            | I liga             | 4     | 0      | –             | –             | 3     | 0      | –      | –      | 7     | 0      |
| Zagłębie Lubin                      | 2007/08            | I liga             | 26    | 3      | 5             | 2             | 3     | 1      | –      | –      | 34    | 6      |
| Zagłębie Lubin                      | 2008/09            | I liga             | 33    | 12     | 4             | 1             | –     | –      | –      | –      | 37    | 13     |
| Zagłębie Lubin                      | 2009/10            | Ekstraklasa        | 8     | 0      | –             | –             | –     | –      | –      | –      | 8     | 0      |
| Zagłębie Lubin                      | 2010/11            | Ekstraklasa        | 19    | 5      | –             | –             | –     | –      | –      | –      | 19    | 5      |
| Zagłębie Lubin                      | 2011/12            | Ekstraklasa        | 26    | 8      | 1             | 0             | –     | –      | –      | –      | 27    | 8      |
| Zagłębie Lubin                      | 2012/13            | Ekstraklasa        | 23    | 8      | 4             | 2             | –     | –      | –      | –      | 27    | 10     |
| Zagłębie Lubin                      | Ogólnie            | Ogólnie            | 139   | 36     | 14            | 5             | 6     | 1      | 0      | 0      | 159   | 42     |
| Lech Poznań                         | 2013/14            | Ekstraklasa        | 31    | 4      | 1             | 1             | –     | –      | 4      | 0      | 36    | 5      |
| Lech Poznań                         | 2014/15            | Ekstraklasa        | 33    | 9      | 6             | 2             | –     | –      | 4      | 0      | 43    | 11     |
| Lech Poznań                         | 2015/16            | Ekstraklasa        | 31    | 6      | 4             | 1             | 1     | 0      | 10     | 1      | 46    | 8      |
| Lech Poznań                         | 2016/17            | Ekstraklasa        | 22    | 1      | 5             | 2             | 1     | 0      | –      | –      | 28    | 3      |
| Lech Poznań                         | Ogólnie            | Ogólnie            | 117   | 20     | 16            | 6             | 2     | 0      | 18     | 1      | 153   | 27     |
| Bruk-Bet Termalica Nieciecza (wyp.) | 2017/18            | Ekstraklasa        | 28    | 3      | 1             | 0             | –     | –      | –      | –      | 29    | 3      |
| Zagłębie Sosnowiec                  | 2018/19            | Ekstraklasa        | 22    | 5      | 0             | 0             | –     | –      | –      | –      | 22    | 5      |
| Ogólnie w karierze                  | Ogólnie w karierze | Ogólnie w karierze | 304   | 64     | 31            | 11            | 8     | 1      | 18     | 1      | 363   | 77     |

### Reprezentacyjne
(aktualne na dzień 20 stycznia 2014)
| Reprezentacja | Rok     | Mecze | Bramki |
| ------------- | ------- | ----- | ------ |
| Polska U-21   |         |       |        |
| b.d.          | 10      | 2     |        |
| Ogólnie       | Ogólnie | 10    | 2      |
| Polska        |         |       |        |
| 2007          | 1       | 0     |        |
| 2008          | 2       | 0     |        |
| 2009          | 1       | 0     |        |
| 2010          | 1       | 0     |        |
| 2011          | 6       | 0     |        |
| 2012          | 2       | 1     |        |
| 2013          | 2       | 1     |        |
| 2014          | 2       | 0     |        |
| Ogólnie       | Ogólnie | 17    | 2      |

| Mecze i gole w reprezentacji | Mecze i gole w reprezentacji | Mecze i gole w reprezentacji | Mecze i gole w reprezentacji | Mecze i gole w reprezentacji | Mecze i gole w reprezentacji | Mecze i gole w reprezentacji |
| Lp.                          | Data                         | Miejsce                      | Przeciwnik                   | Gol                          | Wynik                        | Rozgrywki                    |
| ---------------------------- | ---------------------------- | ---------------------------- | ---------------------------- | ---------------------------- | ---------------------------- | ---------------------------- |
| 1.                           | 15.12.2007                   | Antalya                      | Bośnia i Hercegowina         |                              | 1:0                          | towarzyski                   |
| 2.                           | 20.08.2008                   | Lwów                         | Ukraina                      |                              | 0:1                          | towarzyski                   |
| 3.                           | 14.12.2008                   | Antalya                      | Serbia                       |                              | 1:0                          | towarzyski                   |
| 4.                           | 07.02.2009                   | Faro                         | Litwa                        |                              | 1:1                          | towarzyski                   |
| 5.                           | 10.12.2010                   | Antalya                      | Bośnia i Hercegowina         |                              | 2:2                          | towarzyski                   |
| 6.                           | 06.02.2011                   | Faro                         | Mołdawia                     |                              | 1:0                          | towarzyski                   |
| 7.                           | 25.03.2011                   | Kowno                        | Litwa                        |                              | 0:2                          | towarzyski                   |
| 8.                           | 09.06.2011                   | Warszawa                     | Francja                      |                              | 0:1                          | towarzyski                   |
| 9.                           | 10.08.2011                   | Lubin                        | Gruzja                       |                              | 1:0                          | towarzyski                   |
| 10.                          | 06.09.2011                   | Gdańsk                       | Niemcy                       |                              | 2:2                          | towarzyski                   |
| 11.                          | 16.12.2011                   | Antalya                      | Bośnia i Hercegowina         |                              | 1:0                          | towarzyski                   |
| 12.                          | 14.11.2012                   | Gdańsk                       | Urugwaj                      |                              | 1:3                          | towarzyski                   |
| 13.                          | 14.12.2012                   | Antalya                      | Macedonia Północna           | Gol                          | 4:1                          | towarzyski                   |
| 14.                          | 02.02.2013                   | Malaga                       | Rumunia                      | Gol                          | 4:1                          | towarzyski                   |
| 15.                          | 06.02.2013                   | Dublin                       | Irlandia                     |                              | 0:2                          | towarzyski                   |
| 16.                          | 18.01.2014                   | Abu Zabi                     | Norwegia                     |                              | 3:0                          | towarzyski                   |
| 17.                          | 20.01.2014                   | Abu Zabi                     | Mołdawia                     |                              | 1:0                          | towarzyski                   |

## Sukcesy

### Zagłębie Lubin
- Mistrzostwo Polski: 2006/2007

### Lech Poznań
- Mistrzostwo Polski: 2014/2015
- Superpuchar Polski: 2015, 2016